# Antanas Merčaitis
Antanas Juozas Merčaitis (*  5. Februar 1936 in Giedručiai, Rajongemeinde Šakiai; † 22. September 2013 in Vilnius) war ein litauischer Statistiker und Politiker, Vizeminister.

## Leben
Nach dem Abitur  an der Mittelschule absolvierte er 1959 das Diplomstudium der Wirtschaft an der Vilniaus universitetas und 1967 promovierte zum Thema „Reproduktion der Einwohner des Sowjetlitauens“ und wurde Kandidat in Wirtschaftswissenschaften.
Von 1957 bis 1958 arbeitete er bei VU, von 1959 bis 1973 als Hochschullehrer, von 1967 bis 1969 Prodekan der Wirtschaftsfakultät, von 1970 bis 1973 Leiter des Lehrstuhls für Statistik, ab 1970 Dozent. Von 1985 bis 1990 arbeitete er als stellv. Vorsitzende des Staatlichen Plankomitees. Von 1990 bis 1994 war er Stellvertreter des Ökonomieministers, von 1994 bis 1996 Sekretär am Wirtschaftsministerium Litauens, von 1997 bis 2000 Ministeriumssekretär, von 2000 bis 2003 Berater.
Er forschte im Gebiet der Demografie.

## Bibliografie
- Einwohnerstatistik // Gyventojų statistika, 1960
- Zahlen der Dynamik // Dinamikos eilutės, 1963
- Allgemeine Statistiktheorie // Bendroji statistikos teorija, 1966
- Statistikos bendrosios teorijos uždavinynas, aukštųjų mokyklų studentams, 1973
- Aufgaben der allgemeinen Statistiktheorie // Bendrosios statistikos teorijos užduotys, 1980